# 3 Batalion Budowy Mostów
3 Warszawski Samodzielny Batalion Budowy Mostów – samodzielny pododdział wojsk drogowych ludowego Wojska Polskiego.
Przeznaczony do budowy i naprawy mostów w strefie przyfrontowej. W działaniach bojowych pełnił także służbę regulacji ruchu na mostach oraz ochraniał je.
Sformowany w rejonie Sum na podstawie rozkazu dowódcy 1 Armii Polskiej w ZSRR nr 001 z 1 kwietnia 1944. Następnie wcielony do 1 Armii Wojska Polskiego.

## Działania
Po zakończeniu formowania w rejonie Sum na Ukrainie, w maju 1944 batalion przedyslokowano do Kiwerc. Tu jego kompanie budowały most stały przez Styr. 30 lipca batalion rozmieścił się w rej. Markuszowej, a dalej wspólnie z 2 bbd w rej. wsi Młynki. Tu bataliony, będąc w podporządkowaniu 1 BSap, budowały most przez Wisłę.
Po przegrupowaniu armii do rejonu Warszawy batalion przesunięto do Rembertowa, gdzie przygotowywał elementy do budowy mostu pontonowego. W pierwszych dniach stycznia stacjonował w Zembrzykowie, a od 14 stycznia skierowany do budowy mostu wysokowodnego w Warszawie. 8 lutego wyruszył w ślad za 1 Armią na Pomorze.

## Obsada personalna
Dowódcy batalionu
- ppłk Aleksander Koropow
- kpt. Aleksander Nikiforow

## Skład etatowy
Etat 047/12

Dowództwo i sztab
- 3 kompanie budowy mostów
  - 4 plutony budowy mostów
- kompania techniczna
  - 3 plutony techniczne
  - pluton transportowy
- pluton ochrony

## Tradycje
Zgodnie z rozkaz nr 07/MON z 04.05.1967 w sprawie przekazania jednostkom wojskowym historycznych nazw i numerów oddziałów frontowych oraz ustanowienia dorocznych świąt jednostek, Dz. Roz. Tjn. MON Nr 5, poz. 21, przemianowany z 1 Pułku Mostowego, 3 Warszawski Pułk Mostowy przyjął tradycje 3 Warszawskiego Batalionu Budowy Mostów.